# Municipio de Ross (condado de Clinton)
El municipio de Ross (en inglés: Ross Township) es un municipio ubicado en el condado de Clinton en el estado estadounidense de Indiana. En el año 2010 tenía una población de 2898 habitantes y una densidad poblacional de 37,83 personas por km².

## Geografía
El municipio de Ross se encuentra ubicado en las coordenadas 40°23′53″N 86°37′6″O / 40.39806, -86.61833. Según la Oficina del Censo de los Estados Unidos, el municipio tiene una superficie total de 76.61 km², de la cual 76,61 km² corresponden a tierra firme y (0 %) 0 km² es agua.

## Demografía
Según el censo de 2010, había 2898 personas residiendo en el municipio de Ross. La densidad de población era de 37,83 hab./km². De los 2898 habitantes, el municipio de Ross estaba compuesto por el 98,21 % blancos, el 0,21 % eran afroamericanos, el 0,17 % eran amerindios, el 0,35 % eran asiáticos, el 0,45 % eran de otras razas y el 0,62 % eran de una mezcla de razas. Del total de la población el 0,62 % eran hispanos o latinos de cualquier raza.